# Proyecto KAME
El Proyecto KAME (en japonés: KAMEプロジェクト) fue un proyecto de investigación conjunto de ALAXALA, Internet Initiative Japan, NEC Corporation, Toshiba, Hitachi, Fujitsu y Yokogawa Electric. Comenzó en abril de 1998 con el propósito de implementar un código estándar de tecnología de Internet centrada en IPv6 para el sistema operativo BSD (FreeBSD,OpenBSD, NetBSD).
La implementación de KAME se lanzó como software libre bajo la licencia BSD, y ha sido adoptada como la pila IPv6 de cada BSD UNIX hasta la fecha; también ha sido adoptada por los proveedores de enrutadores.
El proyecto KAME fue un elemento del proyecto WIDE, así como el proyecto USAGI y el proyecto TAHI; y estuvo particular y estrechamente relacionado con estos proyectos.

## Historia
El nombre "KAME" viene de la antigua ubicación de la oficina del proyecto KAME, Karigome, en la ciudad Fujisawa. De hecho, fue un campo de entrenamiento realizado justo antes de que el Proyecto KAME comenzara. Cuando uno de los ingenieros de desarrollo, Itojun (Junichiro Hagino), sufría de un virus del que no podía deshacerse, abrazó a una tortuga rellena a su lado pidiéndole que "¡Ayudame, tortuga!" (en japonés: かめさん助けて Kame-san tasukete, la romanización de tortuga en japonés es kame); el nombre proviene de este hecho. Incluso hoy en día, las oficinas de KAME están decoradas con juguetes de tortuga y juguetes de varios tamaños, y una vez se utilizan para vender animales de peluche con la etiqueta "Proyecto KAME" (actualmente las ventas están suspendidas).
Hay una imagen de tortuga en la página superior del sitio web del proyecto KAME, y cuando accede a ella con IPv6, hará una animación de las extremidades. Esta página es ampliamente conocida como un medio para determinar si la comunicación es posible con IPv6, y se llama "el baile kame".
Fue inspirado -y con similiares propósitos- por el Computer Systems Research Group de la Universidad de California en Berkeley.
En noviembre de 2005 la aplicación de la norma básica de IPv6 estaba casi terminada y se anunció la finalización del proyecto en marzo de 2006. Incluso después del final oficial del proyecto, el repositorio CVS y la página web se han mantenido, y un tarball llamado snapshot, que archiva la fuente del proyecto, sigue estando disponible todos los lunes.

## Resultados
Los principales resultados del proyecto KAME son los siguientes:
- Pila IPv6 estándar en BSD: FreeBSD, NetBSD, OpenBSD y sus derivados.[6]
- La pila de IPsec de la norma BSD: FreeBSD y NetBSD, con OpenBSD proporcionando su propio IPsec y otros BSD usando también otras implementaciones está en proceso de reemplazarlo.[5][6]
- Intercambio de llaves servicio Mapache: un demonio de intercambio de llaves para IKEv1. Más tarde se utilizó en Linux a través de USAGI y herramientas IPsec .
- MobileIPv6, NEMO Implementación SHISA.[6][9]
- El Proyecto KAME también fue clave para comenzar el desarrollo del Proyecto China Next Generation Internet,[2] un desarrollo a cinco años del gobierno chino para introducir y adaptar el IPv6 en esa nación.